# 砂地薹草
砂地薹草（学名：Carex satsumensis）是莎草科薹草属的植物。分布于日本、越南、菲律宾、台湾岛等地，一般生于砂质以及砂质坡地，目前尚未由人工引种栽培。

## 别名
油苔（台湾植物志）